# Syndrome de la dilatation-torsion de l'estomac

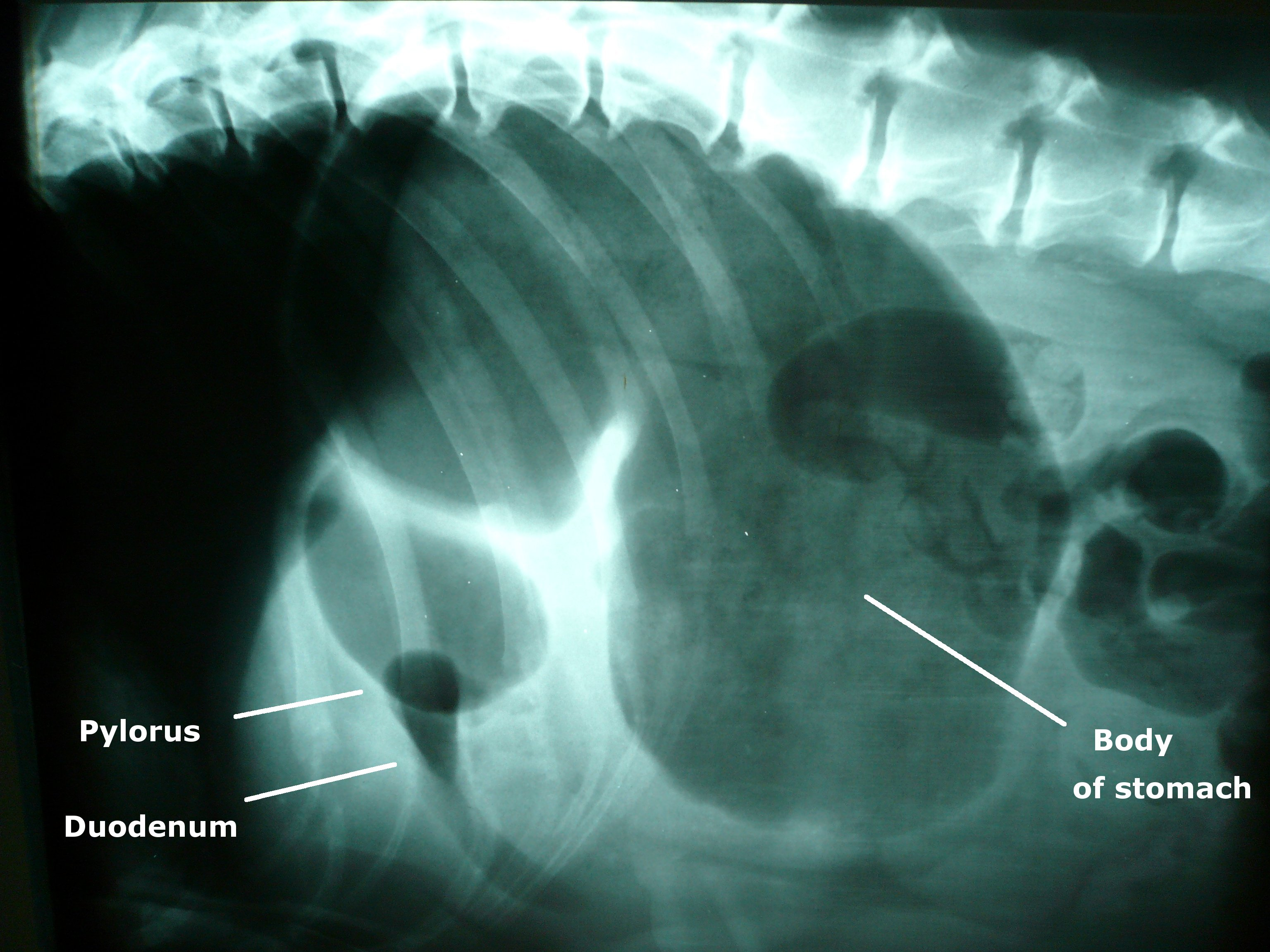
Radio d’un estomac retourné, formant ainsi deux cavités

Le syndrome de dilatation-torsion de l'estomac (SDTE, ou GDV pour l'anglais Gastric dilatation volvulus), aussi appelé retournement de l'estomac ou torsion d'estomac, est un syndrome qui touche les chiens, notamment ceux de moyennes et grandes races, et qui constitue une urgence absolue.

## Histoire
La torsion-dilatation de l'estomac est décrite pour la première fois en 1906.

## Description
La dilatation de l'estomac par de l'air précède généralement sa torsion. La dilatation résulte d'une ingestion d'air par aérophagie associée à une accumulation de gaz dans l'estomac. La torsion se produit le plus souvent dans le sens horaire, selon une rotation comprise entre 90 et 360°. Le pylore passe de droite à gauche tandis que l'omentum devient ventral.
La dilatation-torsion a des conséquences cardiovasculaires, respiratoires, gastro-intestinales et métaboliques.

## Épidémiologie
Les races à grand thorax sont prédisposés à développer une torsion : Dogues allemands, Berger allemand, Setter irlandais, Braque de Weimar, Saint-Bernard, Basset Hound. D'autres facteurs sont également prédisposants, comme la maigreur, la disproportion entre la largeur du thorax et sa profondeur, le fait d'avoir plus de 7 ans, d'avoir déjà fait une torsion auparavant.

## Symptômes
Les symptômes apparaissent dans les minutes aux heures suivant un repas. L'animal est nauséeux, vomit ou tente de vomir. Il peut également hypersaliver et produire de la salive mousseuse. Il présente une distension et une douleur abdominale. Affaibli, ses rythmes cardiaque et respiratoires sont augmentés.
Son état se dégrade progressivement, puis il présente un tympanisme de l'abdomen.

## Diagnostic
Le diagnostic se base sur l'anamnèse et l'examen clinique. La dilatation de l'estomac peut être confirmée par radiographie, l'estomac étant rempli de gaz, avec une compartimentalisation entre la partie antérieure de l'estomac et sa partie postérieure. Les anomalies cardiaques peuvent être visualisées par un ECG, tandis qu'une analyse de sang permet d'objectiver le déséquilibre électrolytique afin d'adapter la fluidothérapie.

## Prise en charge
La priorité est de stabiliser l'animal et d'évacuer le gaz contenu dans l'estomac, avant de réaliser une intervention chirurgicale dont le but est de détordre l'estomac et de le fixer à la paroi abdominale,.

## Pronostic
D'après une étude menée sur 498 chiens, 64,1 % des chiens survivent à un syndrome de la dilatation-torsion de l'estomac.

## Prévention
Il est recommandé de donner la nourriture des grands chiens en plusieurs repas par jour, et de restreindre l'activité physique juste après la prise des repas. Une alimentation peu fermentescible, avec des protéines de haute qualité et peu de lipides est préconisée.